# دونالد بي ريان
دونالد بي ريان (بالإنجليزية: Donald P. Ryan)‏ هو عالم إنسان أمريكي، ولد في 1957.